# Pterospermum elongatum
Pterospermum elongatum är en malvaväxtart som beskrevs av Pieter Willem Korthals. Pterospermum elongatum ingår i släktet Pterospermum och familjen malvaväxter. Inga underarter finns listade i Catalogue of Life.